# 木與站

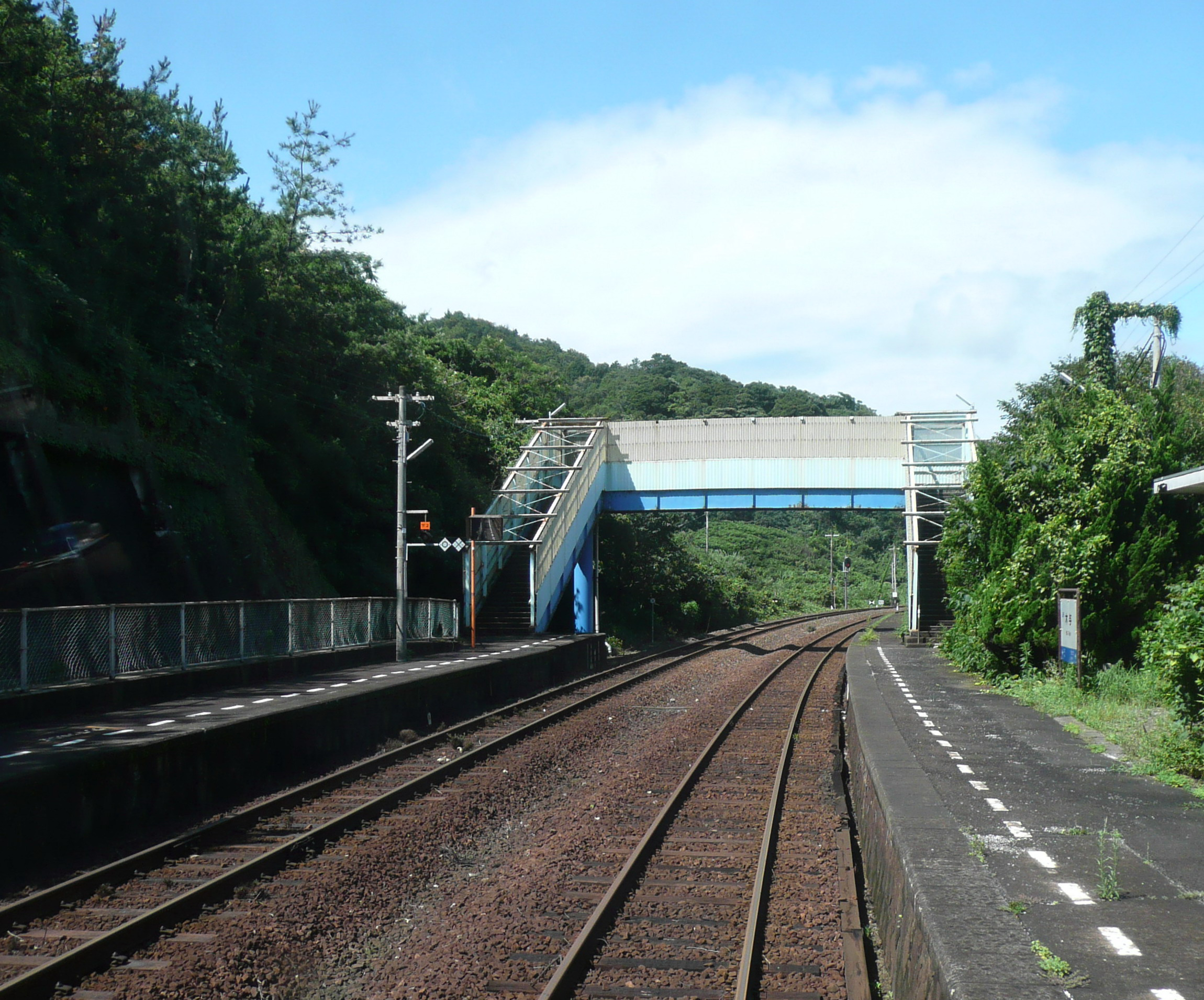
月台(2009年7月)

木與站（日语：／ Kiyo eki */?）是位於山口縣阿武郡阿武町大字木與，屬於西日本旅客鐵道（JR西日本）的山陰本線車站。原本在鄰站奈古站折返的列車於2016年3月26日以後延長至此站折返。

## 歷史
- 1931年（昭和6年）11月15日 - 國有鐵道美禰線奈古站至宇田鄉站之間開業，此站啟用。為客運和貨運車站。
  - 當時車站地址為山口縣阿武郡奈古村（日语：奈古町）大字木與字鎌所。
- 1933年（昭和8年）2月24日 - 包含此站在內，部分美禰線編入至山陰本線，成為山陰本線車站。
- 1942年（昭和17年）11月3日 - 奈古村實施町制，成為奈古町（日语：奈古町），車站地址為山口縣阿武郡奈古町大字木與字鎌所。
- 1955年（昭和30年）1月1日 - 隨著阿武町成立，車站地址為現時位置。
- 1963年（昭和38年）2月1日 - 終止貨物起卸業務。
- 1987年（昭和62年）4月1日 - 伴隨國鐵分割民營化，車站由西日本旅客鐵道（JR西日本）營運。
- 2013年（平成25年）7月28日 - 發生暴雨（日语：平成25年7月28日の島根県と山口県の大雨），包含此站在內，益田站至長門市站之間暫停服務。（奈古站至須佐站在同年8月10日重開。[1]）
- 2016年（平成28年）3月26日 - 開設於此站折返列車班次[2]。

## 車站構造
本站是地面車站，設有2面2線的相對式月台，可進行列車交會。此站的站房位於上行月台側。兩月台之間曾設有1座跨線橋，但於2014年撤走。現時下行月台設有通道直接站外。本站是由長門鐵道部管理的無人車站，站內沒有設置自動售票機。

### 月台
| 月台              | 路線      | 上下行 | 方向             |
| ----------------- | --------- | ------ | ---------------- |
| 車站大樓一方（1） | ■山陰本線 | 上行   | 益田、濱田方向   |
| 車站大樓對面（2） | ■山陰本線 | 下行   | 東萩、長門市方向 |

※在旅客資訊上沒有設定月台編號，在列車運輸指令上才使用月台編號，兩方向列車可使用下行月台。

## 使用狀況
以下為近年1日平均乘車人次列表：
| 乘車人次變化 | 乘車人次變化    |
| 年度         | 1日平均乘車人次 |
| ------------ | --------------- |
| 1999         | 21              |
| 2000         | 25              |
| 2001         | 22              |
| 2002         | 20              |
| 2003         | 13              |
| 2004         | 12              |
| 2005         | 10              |
| 2006         | 12              |
| 2007         | 6               |
| 2008         | 6               |
| 2009         | 2               |
| 2010         | 3               |
| 2011         | 1               |
| 2012         | 1               |
| 2013         | 1               |
| 2014         | 1               |
| 2015         | 2               |
| 2016         | 0               |
| 2017         | 1               |
| 2018         | 1               |

## 車站周邊
車站位於海邊的小村落。
- 清濱海灘
- 小磯鼻
- 國道191號（日语：国道191号）

## 相鄰車站
西日本旅客鐵道
■山陰本線
宇田鄉－木與－奈古

## 注腳
1. ↑  山陰線（須佐～奈古駅間）、山口線（地福～津和野駅間）の運転再開見込みなどについて （页面存档备份，存于） - 西日本旅客鐵道新聞發布，2014年7月16日
2. ↑  平成28 年春のダイヤ改正について （页面存档备份，存于） - 西日本旅客鐵道廣島分社 2015年12月18日
3. ↑  山口縣統計年鑑

## 外部連結
- 木與｜車站資訊：JR出門網 - 西日本旅客鐵道